# Río Unstrut
El Unstrut es un río del centro de Alemania que nace cerca del poblado de Kreuzebra en el Distrito Eichsfeld en Thüringen fluye en dirección este pasando por Mühlhausen, Bad Langensalza, Sömmerda, Oldisleben, Artern, Memleben,  Nebra, Freyburg y confluye con el río Saale cerca de Naumburg por el estado federal de Sajonia-Anhalt. El río Saale, a su vez afluente del río Elba. Tiene una longitud total de 192 km y es uno de los más caudalosos de la región. Conforma la comarca del Thüringer Becken y parte de la región vinícola alemana del Saale-Unstrut. Una de sus afluentes principales son el Río Gera, proveniende del sur, drenando una parte del Thüringer Wald; y el Río Helme proveniendo del norte, drenando la ladera sur del sistema montañoso Harz

## Nombre
El nombre del río proviene del germánico antiguo strödu. Se sabe por documentos datados en el año 575 que el nombre del río era conocido como Onestrudis, en el siglo VII se conocía con los nombres de Unestrude, y en 994 como Vnstruod.

## Disco celeste de Nebra

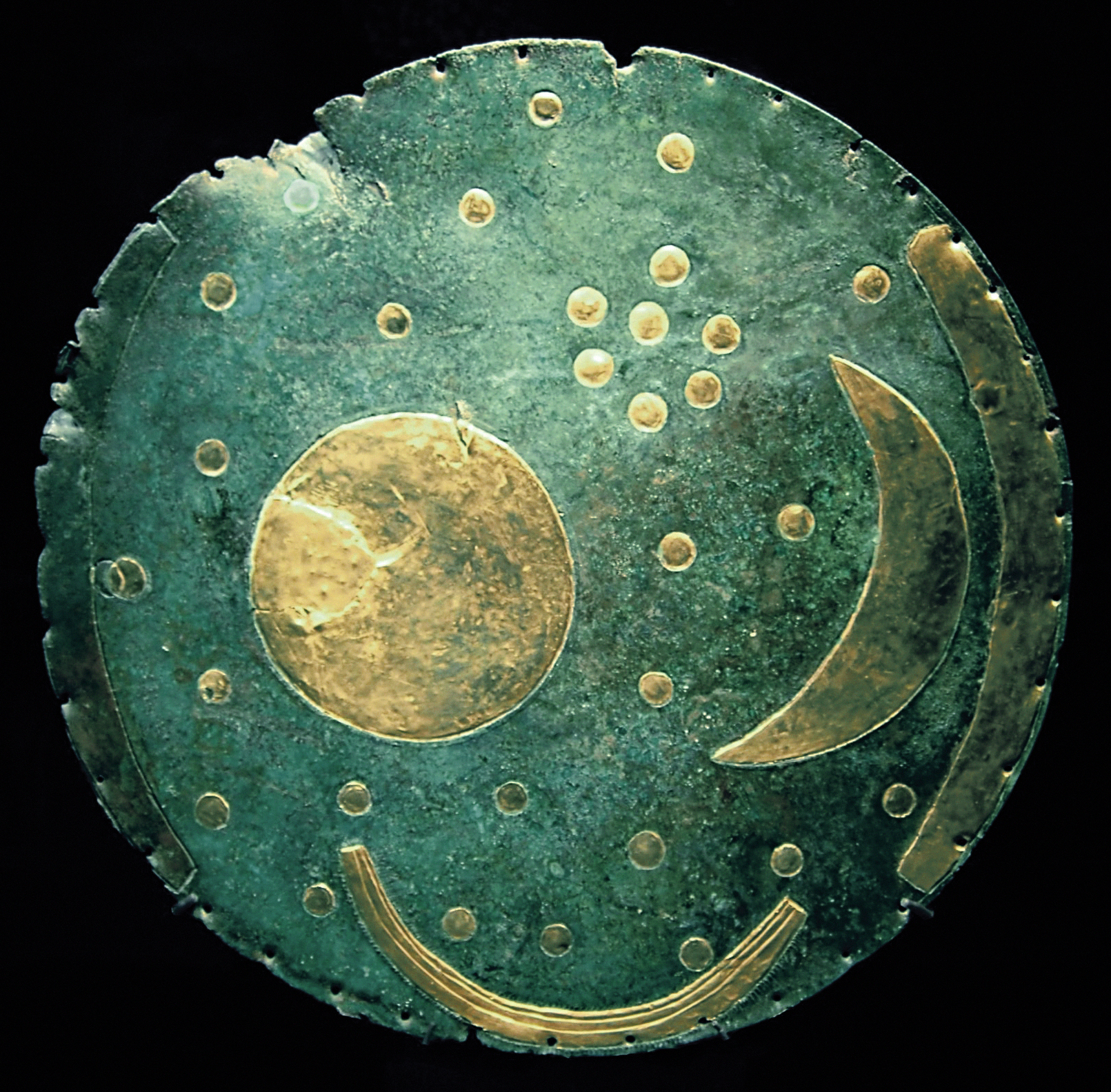
El disco estelar de Nebra.

Hacia el 1600 a. C., a orillas del río Unstrut, cerca de la actual ciudad de Nebra (Sajonia-Anhalt, artesanos de la cultura de Unetice crearon un disco celeste. Se hizo público en 2002, cuando las personas que lo habían encontrado en 1999 quisieron venderlo y fueron arrestadas.